# Iphiaulax udei
Iphiaulax udei är en stekelart som beskrevs av Günther Enderlein 1920. Iphiaulax udei ingår i släktet Iphiaulax och familjen bracksteklar. Inga underarter finns listade i Catalogue of Life.